# Apollon (laser)
Pour les articles homonymes, voir Apollon (homonymie).
Le laser Apollon est une installation française de laser femtoseconde à haute intensité, localisée dans l'annexe l'Orme des Merisiers du centre CEA de Saclay. Cette annexe est située sur la commune de Saint-Aubin et appartient plus globalement au site de Paris-Saclay. L'installation est construite dans les anciens locaux de l'accélérateur linéaire de Saclay (ALS) au sein du Centre Interdisciplinaire Lumière Extrême (CILEX).

## Historique
Le projet est initié en 2007 au sein de l’Institut de Lumière Extrême (ILE).
L'ensemble de l'installation coûte une cinquantaine de millions d'euros environ, hors salaires, en incluant les frais de fonctionnement jusqu'en 2019.
L'inauguration officielle a lieu le 24 octobre 2015. Les premiers tirs d'une puissance de 5 petawatts (PW) sont prévus pour fin 2018, l'installation étant prévue pour pouvoir atteindre une puissance de 10 PW une fois finalisée. La mise en service opérationnelle est annoncée pour 2019. Il s'agira alors du système laser le plus puissant au monde avec le laser SULF récemment construit à Shanghai qui atteint une puissance de 10 PW. 

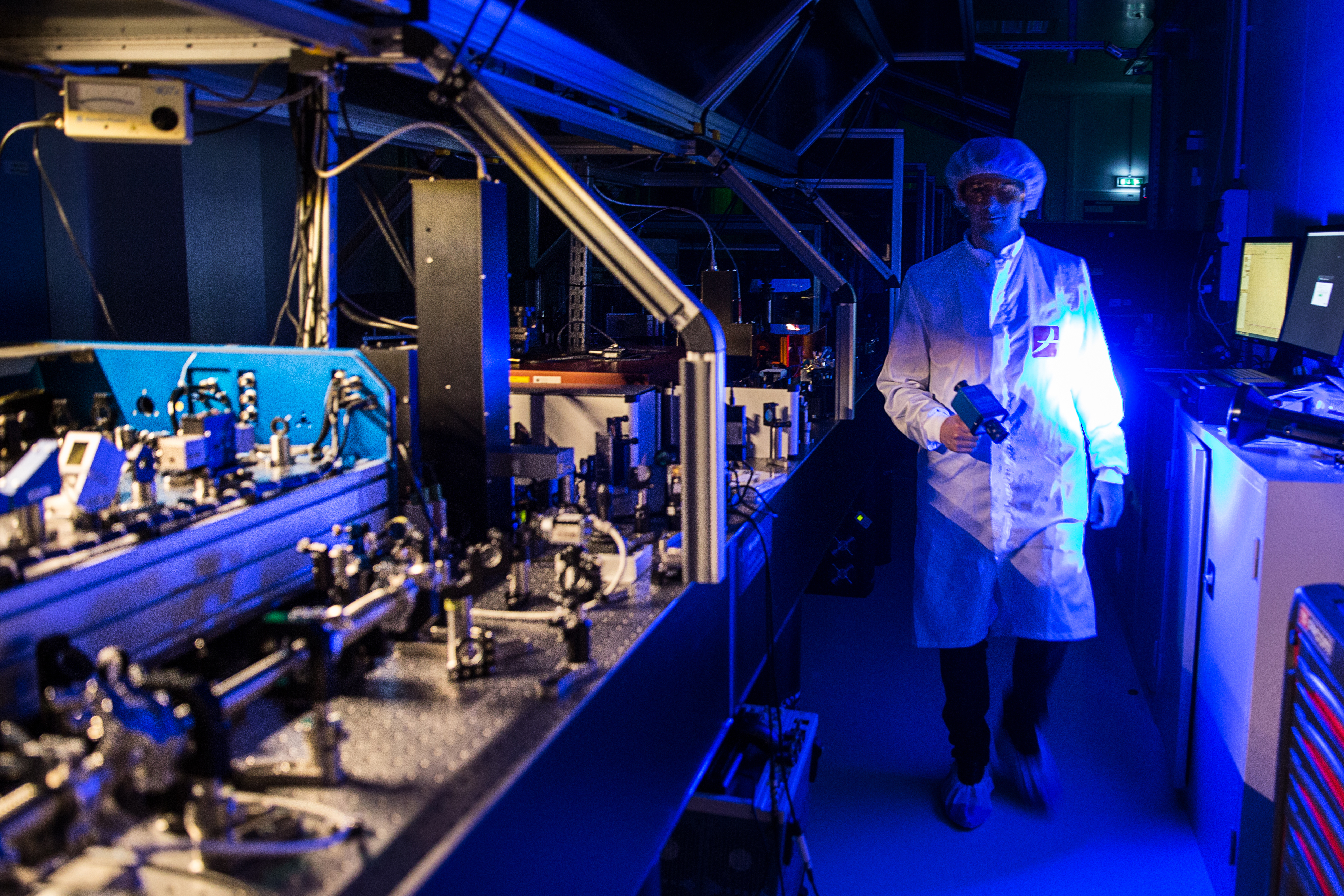
Le laser Apollon pendant sa construction.

Les installations du Extreme Light Infrastructure actuellement en projet ou et construction en République Tchèque, en Roumanie et en Hongrie, ont des spécifications qui dépassent celles d’Apollon. Il est prévu qu'elles soient opérationnelles à la fin des années 2020.

## Caractéristiques
Le bâtiment fait 4 000 m². La salle de 700 mètres carrés et 10 mètres de plafond où est installé le laser est souterraine (à sept mètres de profondeur), repose sur une dalle de béton de deux mètres d'épaisseur et a des murs de 4,8 mètres d'épaisseur.
Elle a vocation à être une installation de premier rang mondial, ouverte à la communauté académique internationale pour travailler sur les thématiques suivantes :
- Accélération d’ions et applications,
- Accélération d’électrons et applications,
- Sources intenses de rayonnement X ultra-brèves et applications,
- Physique Ultra Haute Intensité/Haute Densité d’Énergie.

Apollon vise à la réalisation d'un ensemble de faisceaux laser, superposables sur une même tache focale et synchronisables, d'énergie totale maximale sur cible de 265 joules (J) :
- un faisceau laser principal, fs et ultra-intense « F1 » délivrant des impulsions de 15 femtosecondes (fs) avec une énergie maximale de 150 J, soit une puissance-crête de 10 PW (1 tir par minute),
- un faisceau laser secondaire fs intense « F2 », délivrant des impulsions de 15 fs avec une énergie maximale de 15 J, soit une puissance-crête de 1 PW,
- un faisceau laser de « création » ns « F3 », délivrant des impulsions de 1 ns avec une énergie maximale de 250 J,
- un faisceau laser sonde fs « F4 », délivrant des impulsions de 20 fs avec une énergie maximale de 250 mJ (10 TW),